# Katarzyna Olczyk
Katarzyna Olczyk z d. Nadziałek (ur. 10 września 1988 w Ostrowcu Świętokrzyskim) – polska siatkarka, grająca na pozycji rozgrywającej. Wychowanka zespołu siatkarskiego z Ostrowca Świętokrzyskiego. Od 31 stycznia 2020 roku jest zawodniczką E.Leclerc Radomki Radom.

## Sukcesy klubowe
Akademickie Mistrzostwa Polski:
- 2012, 2013, 2014

Mistrzostwo I ligi:
- 2016, 2017[1]
- 2018